# Снежник (плато)
Снежник (словен. Snežnik) — широкое карстовое известняковое плато площадью около 85 км², расположенное в Динарском нагорье Словении.

## Географическое описание

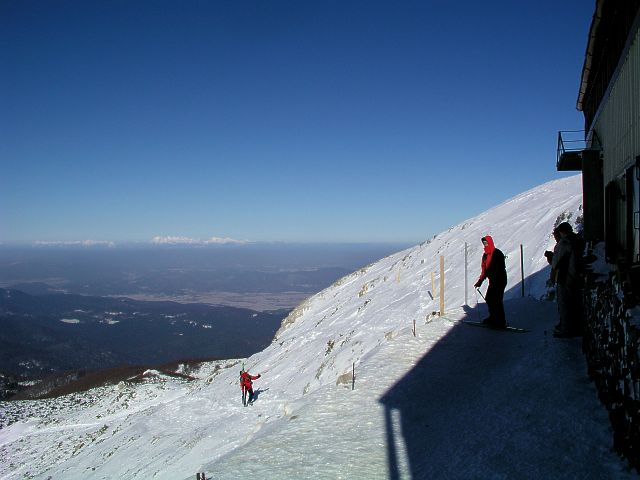
Вид с горы Велики-Снежник

Снежник в основном состоит из мелового и юрского известняка с небольшим количеством доломита в верхней части. Поверхность была преобразована льдом в последний ледниковый период. Рельеф, как правило, ровный, но имеет многочисленные сухие долины, воронки, около 300 пещер и валов. Поверхность преимущественно каменистая. Поскольку плато находится всего в 28 км от Адриатического моря, количество осадков здесь составляет до 3000 миллиметров в год. Зимой покрывается снегом. В связи с карстовой природой плато на нём отсутствуют поверхностные водотоки.
На плато расположены две вершины, разделённые перевалом. Его нижняя вершина, гора Мали-Снежник (Mali Snežnik), имеет высоту 1688 м. Высочайший пик плато, гора Велики-Снежник (Veliki Snežnik), имеет высоту 1796 м. Гора Велики-Снежник — высочайшая неальпийская вершина Словении. Её можно увидеть из многих уголков Словении, и она является популярным туристическим местом. На горе находится топоскоп.

## Флора и фауна
Растительность Снежника впервые была изучена в XIX веке Генрихом Фрейером, который впоследствии был куратором Музея-усадьбы Крайны в Любляне. Плато покрыто буковыми и еловыми лесами, за исключением самых высоких частей, покрытых карликовой сосной и травяной растительностью. Высоты Снежника выше 1450 м, занимающие 196 га, были защищены в 1964 году как памятник природы. Это место произрастания Edraianthus graminifolius, Arabis scopoliana, Campanula justiniana, Nigritella rubra, Gentiana clusii, Gentiana pannonica и других цветов. К животным, обитающим там, относятся бурые медведи, волки, олени, кабаны и рыси, а также некоторые виды птиц, такие как длиннохвостая неясыть, коростель, глухарь, рябчик и беркут.

## Достопримечательности
Дом Драго Каролина (Koča Draga Karolina) расположен чуть ниже вершины Велики-Снежник в направлении к границе с Хорватией. Первоначально он был построен как убежище под руководством профессора и альпиниста Драго Каролина, президента альпинистского клуба Snežnik Ilirska Bistrica. Дом был расширен с 1977 по 1994 год и назван в честь своего первого строителя.